# Michael Hintermüller
Michael Hintermüller (* 11. September 1970 in Linz) ist ein österreichischer Mathematiker und Hochschullehrer.

## Leben
Hintermüller erlangte 1994 sein Diplom in technischer Mathematik an der Universität Linz. Von 1995 bis 1997 erhielt er ein Stipendium der Österreichischen Akademie der Wissenschaften und war Dozent am Institut für Mathematik der Universität Linz. Er promovierte dort 1997 mit einer Arbeit zum Thema Algorithms for solving nonlinear programming problems with noisy data zum Dr. techn. Von 1997 bis 2003 ging er als wissenschaftlicher Assistent und Assistant Professor an die Universität Graz, wo er sich 2003 auf dem Gebiet der Mathematik habilitierte.
2004 wurde Hintermüller assoziierter Professor in der Abteilung für Mathematik der Universität Graz. Von 2006 bis 2008 war er dort Außerordentlicher Universitätsprofessor. Außerdem war er von 2007 bis 2008 ordentlicher Professor des Lehrstuhls für Angewandte Mathematik der University of Sussex.
2008 wurde Hintermüller als Professor für Angewandte Mathematik an die Humboldt-Universität zu Berlin berufen. Außerdem hatte er eine Professur im Matheon-Projekt inne. Seit 2016 ist er Direktor des Weierstraß-Institut für Angewandte Analysis und Stochastik.

## Ämter und Mitgliedschaften
Von 2006 bis 2017 war Hintermüller Mitglied der Jungen Kurie der Österreichischen Akademie der Wissenschaften. Von 2006 bis 2007 war er Vize-Dekan für Studienangelegenheiten der wissenschaftlichen Fakultät der Universität Graz. Von 2006 bis 2013 leitete er dort das Forschungszentrum Interfaces and Free Boundaries.
Von 2010 bis 2016 saß Hintermüller im Konzil der Humboldt-Universität und von 2011 bis 2012 im Konzil von Matheon.
Seit 2011 ist Hintermüller leitender Wissenschaftler der Berlin Mathematical School. 2016 wurde er SIAM-Fellow und seit 2018 ist er Mitglied des Richard-C.-DiPrima-Preiskomitees. Seit 2016 ist er Koordinator und Sprecher des DFG Special Priority Programms Non-smooth and Complementarity-Based Distributed Parameter Systems: Simulation and Hierarchical Optimization und Sprecher des Einstein-Zentrum für Mathematik Berlin (ECMath).
Von 2017 bis 2021 war Hintermüller stellvertretender Sprecher der Sektion D – Mathematik, Natur- und Ingenieurwissenschaften der Leibniz-Gemeinschaft und von 2018 bis 2020 Mitglied der dortigen Arbeitsgruppe Research Data Policy. Von 2018 bis 2021 war Hintermüller Sprecher des Forschungsverbundes Berlin. Von 2018 bis 2023 saß er im Leitungsgremium des Sonderforschungsbereich Transregio (SFB-TRR) 154:  Mathematische Modellierung, Simulation und Optimierung am Beispiel von Gasnetzwerken. Von 2019 bis 2022 leitete er das Beratungsgremium des Leibniz-Instituts für Neue Materialien.
Seit 2020 ist Hintermüller Sprecher des MaRDI (MaRDI = Mathematical Research Data Initiative, wissenschaftliches Konsortium zum Aufbau einer mathematischen Datenbibliothek). 2021 wurde er Mitglied des Preis-Komitees für den George-B.-Dantzig-Preis. Seit 2022 sitzt er im Leitungsgremium des Berlin Research 50 (BR50) und leitet das Forschungszentrum MATH+.

## Forschungsinteressen
Hintermüller forscht auf den Gebieten der mathematischen Bildverarbeitung, der mathematischen Optimierungsprobleme mit Gleichgewichtsnebenbedingungen im Funktionenraum, der nichtglatten Optimierung, der Optimierung mit Partiellen Differentialgleichungen als Nebenbedingungen (PDE-Constrained Optimization), der Form- und Topologieoptimierung. Er untersucht und modelliert Bildunschärfe, Rauschunterdrückung, Demodulation und Segmentierung und auf dem Gebiet der Elastizität Kontakte und Risse. Er wendet seine Verfahren auf die Simulation und Optimierung von Gasnetzen an und arbeitet an der optimalen Steuerung von Mehrphasenströmungen und Tropfen. Er entwickelt Algorithmen für die Nichtlineare Optimierung mit Stördaten, für Inverse Probleme und Form-Optimierungsprobleme.
Hintermüller wirkte als Antragsteller, als leitender und als beteiligter Wissenschaftler an mehreren von der Deutschen Forschungsgemeinschaft (DFG) geförderten Projekten mit, darunter
- 2009–2015: Elliptic Mathematical Programs with Equilibrium Constraints (MPECs) in function space: optimality conditions and numerical realization
- 2013–2019: Fully adaptive and integrated numerical methods for the simulation and control of variable density multiphase flows governed by diffuse interface models
- 2014–2022: Galerkinverfahren zur Simulation, Kalibrierung und Steuerung partieller Differentialgleichungen auf Netzwerken
- seit 2014: Mehrzieloptimierung mit Gleichgewichtsrestriktionen am Beispiel von Gasmärkten
- 2015–2021: Freie Randwertprobleme und Level-Set-Verfahren
- 2016–2020: Optimale Steuerung von elliptischen und parabolischen Quasi-Variationsungleichungen
- 2016–2020: Simulation und Steuerung eines nichtglatten Cahn-Hilliard-Navier-Stokes-Systems mit variablen Fluiddichten
- 2016–2021: Verallgemeinerte Nash-Gleichgewichtsprobleme mit partiellen Differentialoperatoren: Theorie, Algorithmik und Risikoaversion
- seit 2016: Nichtglatte Systeme und Komplementaritätsprobleme mit verteilten Parametern: Simulation und mehrstufige Optimierung
- seit 2019: Ein einheitlicher Zugang zur optimalen Quantifizierung von Unsicherheiten und zu risikoaverser Optimierung mit Quasivariationsungleichungen
- seit 2019: Restringierte Mean-Field-Spiele: Analysis und Algorithmen
- seit 2019: Ein nichtglatter Phasenfeld Zugang für Formoptimierung mit instationären Fluiden
- seit 2022: Stochastische Gradienten Verfahren für fast sichere Zustandsschranken in der Optimalen Steuerung von Gasnetzwerken unter Unsicherheiten[12]

Hintermüller hat mehr als 200 Publikationen verfasst. Sein h-Index liegt bei 46.

## Gastaufenthalte
Hintermüller weilte als Gastprofessor von 2003 bis 2004 an der University of Houston, wo er 2012 eine J. Tinsley Oden Fellowship erhielt. 2012 hielt er an der University of Maryland, College Park die Aziz-Vorlesungen (gestiftet 1999 von Abdul Kadir Aziz, 1923–2016). Von 2008 bis 2014 war er Gastprofessor an der Universität Graz.

## Vorlesungen
Hintermüller hält Vorlesungen und Seminare zu vielen mathematischen Themen, darunter Analysis, Optimierung (konvexe, stochastische, nichtlineare, nichtglatte, semiglatte Newtonverfahren, mit partiellen Differentialgleichungen), Numerische Mathematik, Variationsungleichungen, mathematische Bildverarbeitung, inverse Probleme.

## Preise und Anerkennungen
Hintermüller gewann mehrere Auszeichnungen und Preise, darunter 2005 den Start-Preis des Österreichischen Wissenschaftsfonds FWF für sein Projekt Interfaces und freie Ränder, 2006 den SIAM Outstanding Paper Prize und 2011 den Best Paper Award of the Journal Computational Optimization and Applications.

## Veröffentlichungen (Auswahl)
- Mit Roland Herzog, Christian Kanzow, Michael Ulbrich, Stefan Ulbrich: Non-Smooth and Complementarity-Based Distributed Parameter Systems: Simulation and Hierarchical Optimization, Springer, 2022, ISBN 978-3-030-79392-0
- Mit José Francisco Rodrigues: Topics in Applied Analysis and Optimisation: Partial Differential Equations, Stochastic and Numerical Analysis, Springer, 2019, ISBN 978-3030331153
- Mit Remi Abgrall, Chi-Wang Shu, Roland Glowinski, Qiang Du, Endre Süli: Handbook of Numerical Methods for Hyperbolic Problems: Basic and Fundamental Issues, North Holland, Band 17 (2016, ISBN 978-0444637895) und Band 18 (2017, ISBN 978-0444639103)
- Mit Georg Stadler: An infeasible primal-dual algorithm for total bounded variation--based inf-convolution-type image restoration, 2006, SIAM Journal on Optimization, Band 28 online
- Mit Kazufumi Ito, Karl Kunisch: The primal-dual active set strategy as a semismooth Newton method, 2002, SIAM Journal on Optimization, Band 13 online

## Online-Vorträge und -Seminare
- OiO Seminar (December 7, 2022) by Prof. Dr. Michael Hintermüller auf YouTube, 9. Dezember 2022, abgerufen am 12. November 2023.
- OWOS:Michael Hintermüller-"Optimization with Learning-Informed Diff. Eq. Constraints & Applications" auf YouTube, 10. Mai 2021, abgerufen am 12. November 2023.